# Идиот (роман)
Вижте пояснителната страница за други значения на Идиот.
„Идиот“ (на руски: Идиот) е роман на руския писател Фьодор Достоевски, публикуван за пръв път в поредица броеве на списание „Руский вестник“ през 1868 – 1869 година.

## Сюжет
Заглавието е иронично описание на главния герой на романа княз Лев Николаевич Мишкин – млад мъж, чиято доброта и наивност карат много от по-практичните герои, с които се среща, погрешно да приемат за липса на интелигентност и задълбоченост. Прототип на героя е самият Достоевски. Романът разглежда последиците от поставянето на такава изключителна личност в центъра на конфликтите, желанията, страстите и егоизма на светското общество – както за самия герой, така и за тези, с които той се среща.

## Филмиране
По романа са направени 14 филма, театрални пиеси, опери и балет.